# 伊布·歐里森
伊布·歐里森（丹麥語：Ib Olesen，1925年—），是丹麥已退役男子羽球運動員。
1949年，伊布·歐里森代表丹麥參加第一屆湯姆斯盃國際男子羽球團體賽，並獲得亞軍。在決賽對陣馬來亞的比賽中，他與波爾·霍爾姆一起上場兩次，分別敗給曾官良、楊德才組合，以及黃德福、張成坤組合。
在他的家鄉丹麥，1950年與約翰·尼加德一起代表Københavns羽球俱樂部贏得全國男子雙打冠軍。